# Grégory Havret
Pour les articles homonymes, voir Havret.
Grégory Havret, né le 25 novembre 1976 à La Rochelle, élevé à Paris, est un golfeur français.
Il a gagné trois fois de suite le championnat de France amateur de golf de 1997 à 1999, et s'est imposé également au championnat européen de golf amateur cette même dernière année. Il s'impose aussi en 1998 dans un tournoi professionnel, l'Omnium de France, alors qu'il n'est encore qu'amateur.
En 1997 à Bari, il termine second en individuel et premier par équipes (avec Olivier David (vainqueur individuel) et Christophe Ravetto) des Jeux méditerranéens.
Passé professionnel en 1999, il a remporté trois tournois sur le circuit de la PGA européenne : l'Open d'Italie en 2001, l'Open d'Écosse en 2007 et le Johnnie Walker Championship at Gleneagles en 2008. Lors de son succès le 15 juillet 2007 en Écosse, il s'impose après un play-off face à l'Américain Phil Mickelson, alors numéro trois mondial.
En 2001, il terminera également 5e de l'Open de France à trois coups du vainqueur, l'espagnol José María Olazábal.
Il a terminé 2e de l'édition 2010 de l'US Open, à un coup du vainqueur nord-Irlandais Graeme McDowell, en devançant Tiger Woods, Phil Mickelson et Ernie Els, respectivement 1er, 2e et 6e mondiaux, alors qu'il est seulement classé 391e mondial.
Grégory Havret termine premier français en 2011, grâce notamment à quatre Top5 sur le tour européen : UBS Hong-Kong Open, Avantha Masters, Portugal Masters et Spanish Open. Il remporte ainsi la Balle d'or Myeasygolf / Assurancevie.com 2011.

## Palmarès
- 2001 : Open d'Italie
- 2007 : Open d'Écosse
- 2008 : Johnnie Walker Championship at Gleneagles